# Beautiful (canción de Andy Bell)
«Beautiful» es el séptimo sencillo publicado del artista inglés de música electrónica Andy Bell, en este caso, colaboración con la banda Shelter, lanzado en 2014.

«Beautiful» fue coescrito y coproducido por Andy Bell y la banda Shelter. 

## Lista de temas
1. «Beautiful» (Don Mueller’s Single Mix)
2. «Beautiful» (DJ Ram’s Gorgeous Mix)
3. «Beautiful» (DJ Jekyll’s Darker Than Wagner Mix)